# Heribert Kluger
Heribert Kluger (rodným jménem Eduard Kluger; 25. července 1881 Nové Těchanovice – 18. ledna 1945 koncentrační tábor Dachau) byl česko-rakouský duchovní německé národnosti.

## Život
Eduard Kluger se narodil 25. července 1881 v Nových Těchanovicích v rakouském Slezsku. Středoškolská studia začal v září 1892 na gymnáziu v Hranicích, od 2. ročníku pokračoval ve studiu v Arcibiskupském chlapeckém semináři v Kroměříži, kde 27. června 1900 složil maturitní zkoušku. Rozhodl se pro kněžství v řeholním společenství Německého řádu, přijal řeholní jméno Heribert. Vysokoškolská studia a duchovní formaci absolvoval v Olomouci, v Opavě a v Brixenu.
V době svých studií se naučil českému jazyku a zapojil se do činnosti Literární jednoty bohoslovců, která pracovala v kněžském semináři v Olomouci. Zabýval se Juliem Zeyerem a pod pseudonymem Oscar Bruch von der Mohra vydal v roce 1905 německý překlad jeho díla V soumraku bohů pod názvem In der Götterdämmerung.
Dne 3. května 1905 složil v Opavě řeholní sliby a dne 29. června 1905 byl v Brixenu vysvěcen na kněze. Nejprve působil tři roky jako kaplan ve farnosti Dolní Dlouhá Loučka u Uničova. V roce 1908 byl přeložen do Bruntálu, kde vyučoval náboženství nejprve jako katecheta na Obecné a měšťanské škole a od roku 1911 jako profesor na Státním německém reálném gymnáziu. K jeho úkolům patřila péče o kostel Panny Marie Těšitelky, který byl součástí školního areálu a kde konal školní bohoslužby.
Od roku 1919 se podílel na duchovní formaci chlapců v nově zřízeném německém Arcibiskupském chlapeckém semináři. Mimo pedagogickou činnost se také věnoval pastoraci mládeže, sociálně-charitativní práci, materiálně a finančně podporoval chudé studenty.
V rámci činnosti Piova spolku se angažoval v tiskovém apoštolátu. Po roce 1918 patřil k oporám německého spolkového katolického hnutí na severní Moravě a ve Slezsku.
Z pozice člena Německého řádu působil jako zpovědník komunity sester Německého řádu v Bruntále, od roku 1922 byl superiorem kláštera sester Německého řádu a správcem místní řádové nemocnice. V roce 1936 byl zvolen do generální rady Německého řádu a byl tak nejbližším spolupracovníkem velmistra.
Již od počátku uchopení moci v Německu Adolfem Hitlerem v roce 1933 zaujímal odmítavé stanovisko k nacistické ideologii a mládež jemu svěřenou takto také formoval. Svými pronacisticky orientovanými gymnaziálními kolegy a studenty a také mnohými bruntálskými spoluobčany byl pokládán za zrádce národa. Po podpisu mnichovské dohody v roce 1938 a obsazení československého pohraničí německými vojsky byl penzionován a gestapem trvale sledován. Protože ve svých protinacistických postojích nejen setrvával, ale také je dával různými způsoby veřejně najevo, byl v pondělí 21. srpna 1944 zatčen a několik měsíců vězněn v Opavě. To se výrazně projevilo na jeho zdravotním stavu. Na přelomu roku 1944–1945 byl deportován do koncentračního tábora Dachau. Zde krátce po svém příchodu 19. ledna 1945 ve věku 63 let zemřel. Jeho tělesné ostatky byly spáleny v táborovém krematoriu.
Jeden z jeho žáků o něm vydal toto svědectví: „Páter Kluger zůstává v mé paměti jako nekompromisní muž, rovný jako svíce, jehož dobrotivost byla ve zvláštním protikladu k jeho zevnějšku.“[zdroj⁠?!]

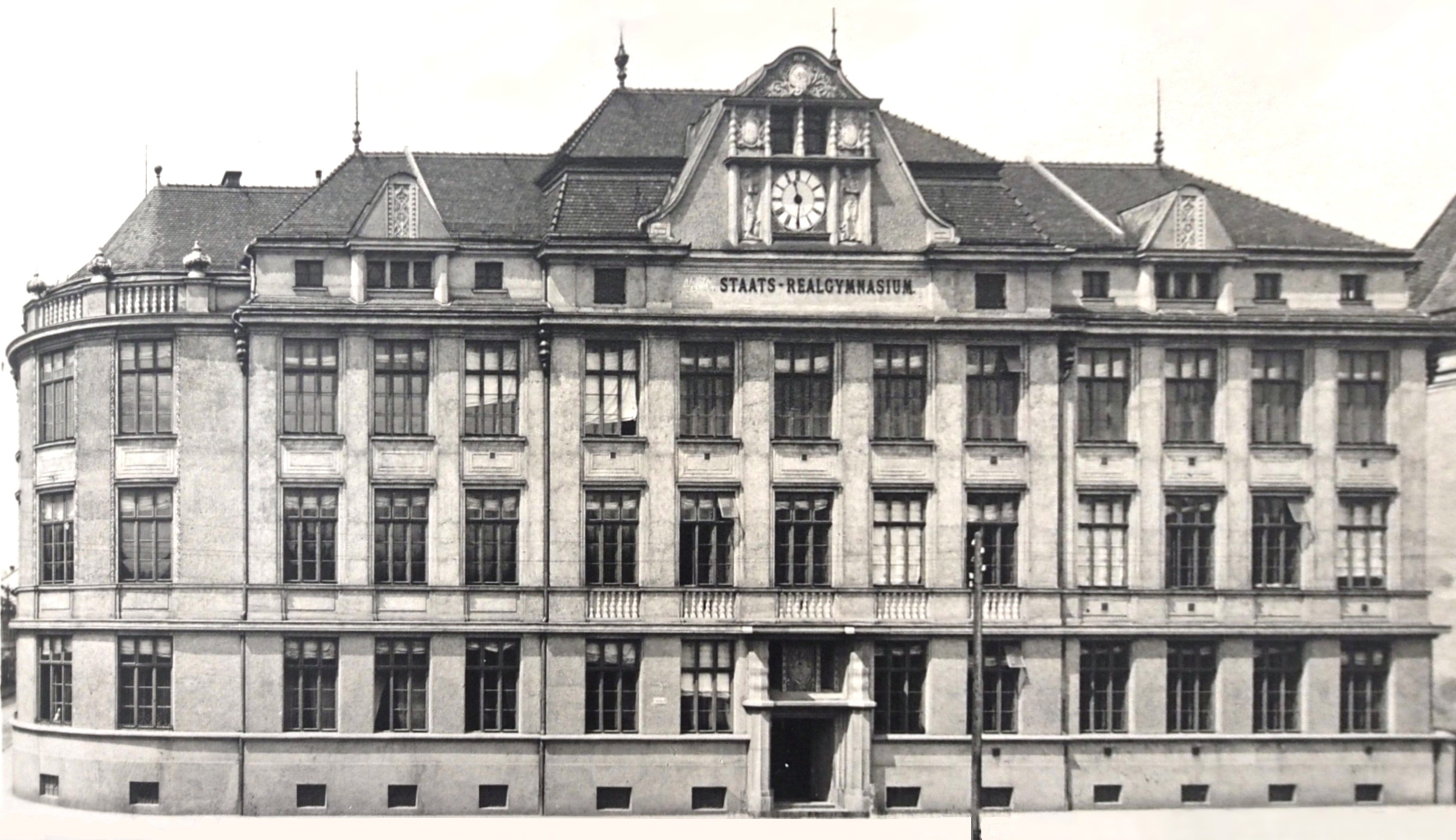
Budova gymnázia v Bruntále
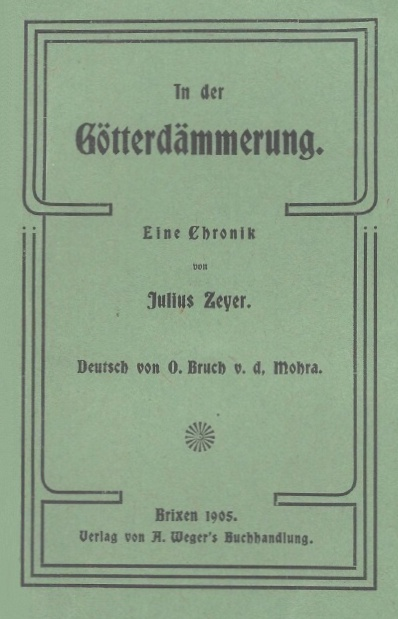
Titulní stránka publikace In der Götterdämmerung
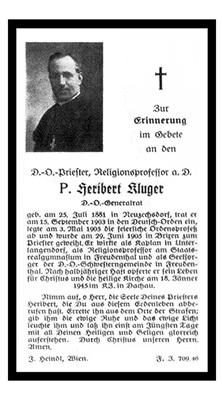
Upomínkový obrázek